# Wadenheim
Wadenheim ist neben Beul und Hemmessen einer der drei historischen Ortsteile von Bad Neuenahr, das heute als Stadtteil und Ortsbezirk zu Bad Neuenahr-Ahrweiler im nördlichen Rheinland-Pfalz gehört. 
Auf der rechten Seite der Ahr befindet sich der Stadtteil Beul, der über die Amseltalbrücke, Maria-Hilf-Brücke, Kurgartenbrücke, Casinobrücke und Landgrafenbrücke zugänglich ist. Im Westen wird der Stadtteil von Hemmessen, einem weiteren Stadtteil begrenzt. Ehemals diente ein Bach zur Abgrenzung, welcher jedoch nun unterirdisch der Hemmesser Straße verläuft.

## Geschichte
Der Name Wadenheim ist abgeleitet von dem Bauernhof, der sich ehemals in diesem Stadtteil befand und einer Familie namens Wada gehörte. Am 19. Mai 992 wurden der Ort und eine zugehörende Ahrbrücke in einer Urkunde Kaiser Ottos III. erstmals erwähnt, in der den beiden Brüdern Sigebodo und Richwin ein Wildbann am rechten Ahrufer bei Vuadenheim verliehen wird. 1019 übertrug der Erzbischof Heribert von Köln einen Hof zu Wadenheim an die Abtei Deutz. 1131 wird die Wadenheimer Kirche samt Zehnten als Besitzung des Bonner Cassiusstiftes beurkundet.
1858 erfolgte die Gründung des ersten Heilbades in Wadenheim. 1875 wurde die Gemeinde Wadenheim, zu der auch Beul und Hemmessen gehörten, in Neuenahr umbenannt.
1901 wurde in der dann als Tempelstraße benannten Gasse, heute Wadenheimer Straße 8, die Synagoge errichtet, die während des Pogroms am 10. November 1938  verwüstet und niedergebrannt wurde.
Heute geraten die Namen der ehemaligen drei Stadtteile immer mehr in Vergessenheit, da es keine offizielle Benennung der ehemaligen Bereiche gibt. Es gibt jedoch verschiedene Straßennamen und Plätze (z. B. Wadenheimer Platz), die an die ursprünglichen Orte erinnern.